# Vladímir Karpets
Vladímir Alexándrovich Karpets (en ruso: Владимир Александрович Карпец; Leningrado, 20 de septiembre de 1980) es un deportista ruso que compitió en ciclismo en las modalidades de pista, especialista en la prueba de persecución por equipos, y ruta, perteneciendo al equipo Movistar entre los años 2012 y 2013.
Ganó una medalla de bronce en el Campeonato Mundial de Ciclismo en Pista de 1999, en la prueba de persecución por equipos. Participó en tres Juegos Olímpicos de Verano, entre los años 2000 y 2008, ocupando el octavo lugar en Sídney 2000, en la prueba de persecución por equipos.

## Trayectoria
Debutó como profesional en 2001 con el equipo Itera. En 2003 fue fichado por el equipo iBanesto. En 2007 ganó la clasificación general de la Volta a Catalunya y la general de la Vuelta a Suiza.
En 2009 fichó por el recién creado equipo ruso Katusha, y fue segundo en la general del Tour de Romandía. En 2012 se cambió al equipo Movistar, con el que corrió dos temporadas, para retirarse a finales de 2013.

## Medallero internacional
| Campeonato Mundial | Campeonato Mundial | Campeonato Mundial | Campeonato Mundial      |
| Año                | Lugar              | Medalla            | Competición             |
| ------------------ | ------------------ | ------------------ | ----------------------- |
| 1999               | Berlín (Alemania)  | Medalla de bronce  | Persecución por equipos |

## Palmarés
2002
- 3.º en el Campeonato de Rusia Contrarreloj

2004
- Vuelta a La Rioja
- Clasificación de los jóvenes del Tour de Francia

2007
- 1 etapa de la Vuelta a Castilla y León
- 1 etapa de la Vuelta al Alentejo
- 1 etapa de la Vuelta a La Rioja
- Volta a Cataluña
- Vuelta a Suiza[4]

2008
- 3.º en el Campeonato de Rusia Contrarreloj
- Clásica de Ordizia

2011
- 2.º en el Campeonato de Rusia Contrarreloj

## Resultados en Grandes Vueltas y Campeonatos del Mundo
| Carrera              | Carrera              | 2001 | 2002  | 2003  | 2004 | 2005 | 2006 | 2007 | 2008 | 2009  | 2010 | 2011 | 2012 | 2013 |
| -------------------- | -------------------- | ---- | ----- | ----- | ---- | ---- | ---- | ---- | ---- | ----- | ---- | ---- | ---- | ---- |
|                      | Giro de Italia       | —    | —     | —     | —    | 7.º  | —    | —    | 31.º | —     | 14.º | —    | —    | 47.º |
|                      | Tour de Francia      | —    | —     | 100.º | 13.º | 50.º | 29.º | 14.º | —    | 11.º  | Ab.  | 28.º | 53.º | —    |
|                      | Vuelta a España      | —    | —     | —     | —    | —    | 8.º  | 7.º  | —    | —     | 11.º | 42.º | —    | —    |
| Mundial en Ruta      | Mundial en Ruta      | —    | 103.º | 97.º  | —    | —    | 43.º | 46.º | 20.º | 105.º | Ab.  | —    | —    | —    |
| Mundial Contrarreloj | Mundial Contrarreloj | —    | —     | —     | —    | —    | —    | 21.º | —    | —     | —    | —    | —    | —    |

—: no participa

Ab.: abandono

## Equipos
- Itera (2001-2002)
- iBanesto.com (2003)
- Illes Balears/Caisse d'Epargne (2004-2008)
  - Illes Balears (2004-2006)
  - Caisse d'Epargne (2007-2008)
- Katusha (2009-2011)
- Movistar Team (2012-2013)